# NGC 41
NGC 41 (PGC 865) este o galaxie spirală din constelația Pegasus.